# 釜山西部警察署
釜山西部警察署（プサンソブけいさつしょ）は、釜山地方警察庁所管の警察署である。

## 管轄区域
- 西区

## 沿革
- 1957年7月26日 - 西釜山警察署として開署。
- 1973年7月14日 - 西部警察署に改称
- 1989年8月1日 - 沙下警察署開署に伴い一部派出所を移管。
- 2000年10月25日 - 庁舎改築。

## 管轄地区隊
- 九徳地区隊
- 忠武地区隊
- 松島地区隊

## 管轄派出所
- 峨嵋派出所

## 管轄治安センター
- 西大治安センター
- 東大治安センター
- 岩南治安センター